# Arquémaco de Eubea
Arquémaco (en griego antiguo: Ἀρχέμαχoς) fue un gramático e historiador de la isla de Eubea del siglo III a. C. Sus trabajos, que se han perdido, constaron al menos de una Historia de Eubea y un tratado llamado Metonimias (Aἱ Μετωνυμίαι, Hai Metonymiai).